# Aurore Pourteyron
Pour les articles homonymes, voir Pourteyron.
Aurore Pourteyron, née le 23 août 1980 à Marseille, est une actrice française. Elle interprète le rôle de Jennifer dans la série Hero Corp, réalisée par Simon Astier. En 2024, elle fait une apparition dans Le Terminal, série Canal+ produite par Jamel Debbouze.

## Filmographie

### Télévision
- 2005 : C ke du bonheur
- 2008-2017: Hero Corp sur France 4 et France.tv, saisons 1 à 5 : Jennifer Grant
- 2009-2012 : Brèves de Marseille  de Jérémie Farley sur OrangeTV et LCM : Cécile
- 2013 : BO(&)TOX saison 1 : La directrice de casting
- 2023 : La Guerre des trônes de Vanessa Pontet et Samuel Collardey sur France 5
- 2024 : Terminal de Jamel Debbouze sur Canal+ : une passagère (saison 1, épisode 9)

### Cinéma
- 2007 : La méthode Olivier, de Guillaume Cosson[1]
- 2023 : Ici et là-bas, de Ludovic Bernard

### Court métrage
- 1998 : Sang pour sang, de Philippe Musso-Antonnin Dagorn
- 2009 : Machination, d'Arnaud Demanche : la boulangère
- 2010 : Plume de sang, de Mélodie Stefanaggi

## Théâtre
- 1998-2000 : Brigade Douanière, Ulik Production, lors du festivals de théâtre de rue, dans le cadre de Luxembourg, ville européenne culturelle
- 1998-2000 : La chambre mandarine, de Robert Thomas au Chocolat-Théâtre à Marseille par la Compagnie Chocolat show
- 1998-2001 : Si on zappait tout, au Café Théâtre
- 2001 : Hamlet, mis en scène par Patrick Mille
- 2002 : On va te faire la cocotte, l'atelier fin de cycle au cours Florent
- 2003 : Château, scalpel et viande froide, de Gilles Azzopardi, au Chocolat Théâtre à Marseille, par la Compagnie des Spécimens
- 2003-2004 : On purge bébé, par la Compagnie du Grain de Sable, au Chocolat Théâtre à Marseille
- 2004-2006 : Ze big problem, de Etienne Pages, à la Comédie des 3 bornes et au Chocolat Théâtre à Marseille, par la Compagnie du Grain de Sable
- 2005 : La délaissée, de Max Maurey, au théâtre de l'équateur à Saint-Galmier
- 2007 :  3 nuits pas plus[2], mis en scène par Aurélien Portehaut et Julie Dousset au théâtre des 2 Rêves
- 2007 : Élyssées-moi, de David Couturier, au théâtre de la Providence
- 2010-2013 : Le Chevalier des dames, d'Eugène Labiche
- 2010-2013 : Un mariage follement gai, de Thiery Dgim, à la Comédie des 3 bornes et tournée
- 2011 : Embarquement immédiat, de Gérard Darier au théâtre Trévise
- 2011 : Q2, the queen french world tour, par la Compagnie Deracinemoa, au Spectacle de Théâtre de rue
- 2012-2013 : Ça va être pénible, au théâtre des Béliers Parisiens, lors du festival Off d'Avignon de 2013
- 2014 : Qui est qui ?, de Gérard Darier, au théâtre Mélo d'Amélie
- 2015 : Pasiphae, de Christian Chavassieux, au Théâtre municipal de Roanne
- 2016-2017 : Si je t'attrape je te mort, de Olivier Maille, au théâtre le Mélo d'Amélie
- 2018 : Beau bordel, de Thierry Dgim, lors du festival Off d'Avignon
- 2018 : Dom Juan est une femme, de Olivier Maille, au Café de la gare
- 2018 : Le Noël de Noélie, de Erwan Téréné
- 2019-2021 : L'enfant, l'abeille et la fleur magique, de Erwan Téréné, au théâtre le Funambule et au théâtre L’Essaïon
- 2022 : Soupe miso, de Laurent Baffie, au théâtre des Mathurins